# Nyabiziba (periodiskt vattendrag)
Nyabiziba är ett periodiskt vattendrag i Burundi.   Det ligger i provinsen Bubanza, i den nordvästra delen av landet, 40 km norr om huvudstaden Bujumbura.
Omgivningarna runt Nyabiziba är en mosaik av jordbruksmark och naturlig växtlighet. Runt Nyabiziba är det tätbefolkat, med 343 invånare per kvadratkilometer.